# 예측 분석
예측 분석(predictive analytics)은 데이터 마이닝 기법, 기존 데이터나 미래 상황에 대한 가정을 활용하여 고객이 제안에 반응을 보이거나 특정 제품을 구매할 확률 등 비즈니스 활동 결과를 예측하는 것이다. 예측 분석은 특정 비즈니스 애플리케이션에 대한 예측 모델을 생성하기 위해 기계 학습을 적용하는 비즈니스 분석의 한 형태이다. 따라서 여기에는 현재 및 과거 사실을 분석하여 미래 또는 알려지지 않은 사건에 대해 예측하는 예측 모델링 및 기계 학습의 다양한 통계 기술이 포함된다. 이는 기계 학습 애플리케이션의 주요 하위 집합을 나타낸다. 어떤 맥락에서는 기계 학습과 동의어이다.
비즈니스에서 예측 모델은 과거 및 거래 데이터에서 발견된 패턴을 활용하여 위험과 기회를 식별한다. 모델은 다양한 요소 간의 관계를 포착하여 특정 조건 세트와 관련된 위험 또는 잠재력을 평가하고 후보 거래에 대한 의사 결정을 안내한다.
이러한 기술적 접근 방식의 기능적 효과를 정의하는 것은 예측 분석이 각 개인(고객, 직원, 의료 환자, 제품 SKU, 차량, 구성 요소, 기계 또는 기타 조직 단위)에 대해 예측 점수(확률)를 제공하여 결정하고 정보를 제공한다는 것이다. 또는 마케팅, 신용 위험 평가, 사기 탐지, 제조, 의료, 법 집행을 포함한 정부 운영 등 다수의 개인과 관련된 조직 프로세스에 영향을 미친다.

## 같이 보기
- 보건분야의 인공지능
- 빅 데이터
- 전산사회학
- 학습분석
- 패턴 인식
- 통계적 추론
- 예측 치안